# Polémon (fils d'Andromènes)
Pour les articles homonymes, voir Polémon.
Polémon (en grec ancien Πoλεμων / Polémon) est un officier macédonien sous le règne d'Alexandre le Grand et le frère d'Amyntas, Attale et Simmias. Pendant la première guerre des Diadoques il prend le parti de Perdiccas avec son frère Attale.

## Biographie
Polémon est le fils cadet d'Andromènes de Tymphée, né peu après 350 av. J.-C.. Polemon semble avoir été à la fin de son adolescence membre des paides basilikoi ou des hypaspistes royaux, au moment où éclate la trahison de Philotas dans laquelle ses frères ont été accusés d'implication. Polémon commet l'imprudence de s'enfuir en apprenant l'arrestation de Philotas, ce qui renforce les soupçons. Cependant, Amyntas se défend avec succès devant l'assemblée de l'armée et obtient aussi le pardon de Polémon.
Durant les conflits pour la succession d'Alexandre, Polémon, tout comme son frère Attale, se distingue comme un fervent partisan de Perdiccas. Il est chargé en vain d'empêcher le transfert par Arrhabée du corps d'Alexandre vers l'Égypte. Les sources ne mentionnent pas si Polémon a servi avec l'armée qui s'est approchée de Memphis ou s'il est resté avec son frère Attle avec la flotte. Après la mort de Perdiccas, il combat aux côtés de son frère Alcétas en Pisidie, mais il est capturé par Antigone, avec Attale et Docimos en 320. À partir de ce moment-là, il partage avec Attale ses retournements de fortune : leur captivité dans une forteresse, leur tentative d'évasion en 317 et le siège qui s'ensuit. Il a probablement été exécuté après sa reddition en 316.

## Sources antiques
- Arrien, Anabase [lire en ligne].
- Diodore de Sicile, Bibliothèque historique [détail des éditions] [lire en ligne], XVII.
- Quinte-Curce, L'Histoire d'Alexandre le Grand [lire en ligne].